# MAC Cosmetics
Pour les articles homonymes, voir Mac.
Make-up Art Cosmetics, plus connu sous le nom de M·A·C ou MAC Cosmetics, est un fabricant de cosmétiques fondé en 1985 à Toronto, au Canada et dont les bureaux sont situés à New York, aux États-Unis. MAC Cosmetics est contrôlé depuis 1994 par le groupe Estée Lauder, et propose une gamme très large de produits de maquillage pour le public et les professionnels.

## Histoire

### Origines
M·A·C Cosmetics, Makeup Art Cosmetics, a été fondé en 1984 à Toronto, en Ontario (Canada), après leur rencontre qui date du début des années 1970, par Frank Toskan et Frank Angelo ; ils sont à la fois maquilleur et photographe pour le premier, et propriétaire des salons de coiffure unisexes à l'enseigne the Hair Cutting Place à Toronto pour le second, salons qu'il revendra plus tard ; ils sont également partenaires dans la vie comme en affaires.
Les produits sont créés bien avant la marque par les deux fondateurs, peu satisfaits des produits existants, dans des teintes « quasi indétectables » : ces produits de maquillage sont avant tout destinés au cinéma et à la photo, dans le but de résister à la chaleur des plateaux.

### M·A·C

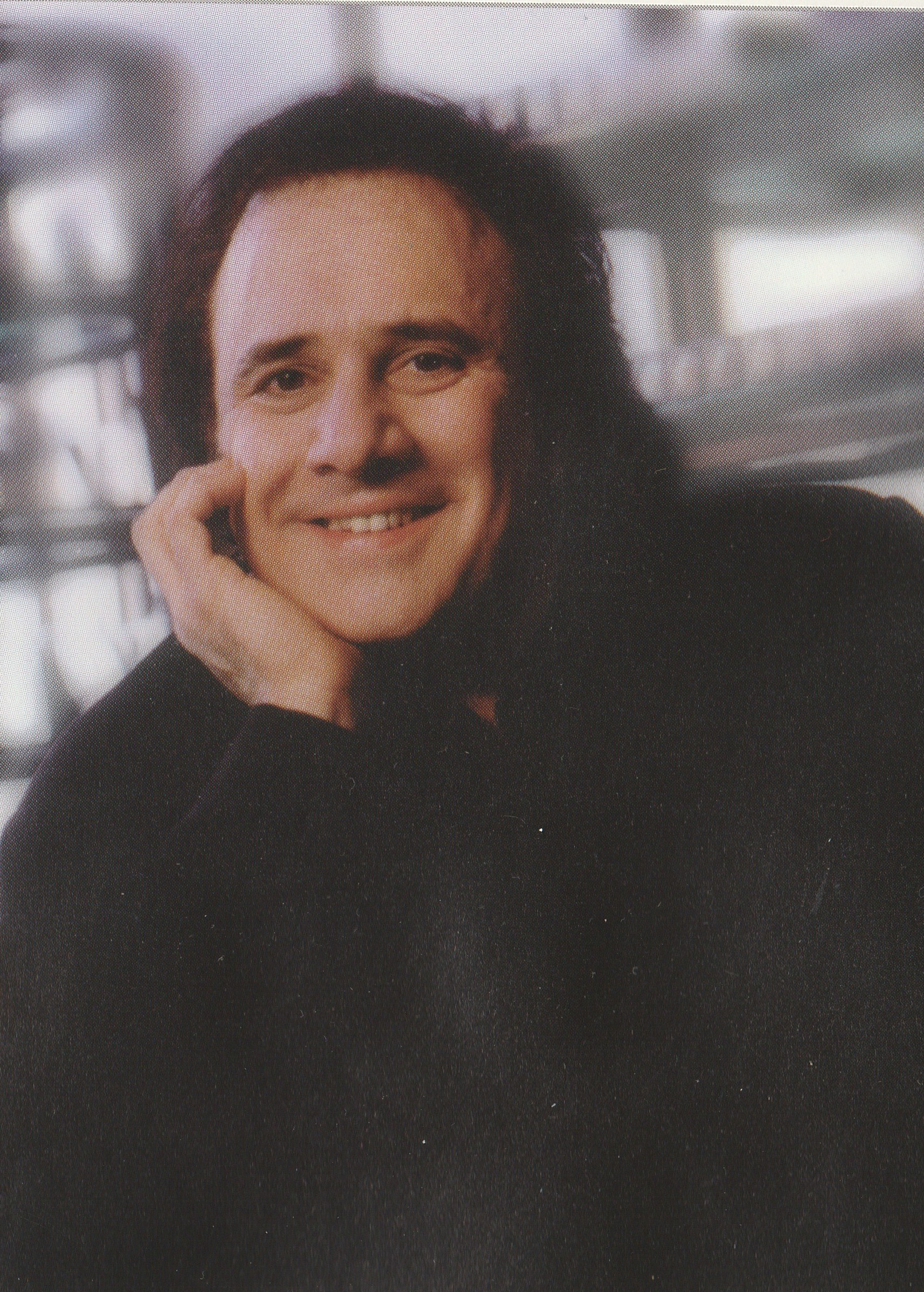
Frank Angelo, créateur de Mac Cosmetics

La marque apparait en 1985 ; Frank Toskan devient directeur de la création et Frank Angelo directeur du marketing. La première boutique ouvre en 1991 à Greenwich Village.
Les produits de la société étaient initialement destinés aux professionnels du maquillage, mais sont maintenant vendus directement aux consommateurs dans le monde entier. Frank Toskan déclare qu'il a « d'abord fabriqué des fards pour les mannequins, et puis les mannequins rappelaient, ils en voulaient pour leurs sœurs, pour leurs amies… ». La marque continue par ailleurs de nos jours sa collaboration avec les professionnels comme lors des défilés : « D'une marque de niche [la photo ou le cinéma], MAC est devenue une marque globale ».
Dans les années 1990, alors que la marque compte plus d'une centaine de magasins dans le monde et réalise 200 millions de francs de chiffre d'affaires, le développement à l'international de la marque pour l'ouverture de nouveaux points de vente, et l'adaptation des gammes de produits adaptée à chaque continent, laisse peu de temps aux fondateurs pour créer de nouveaux produits. L'entreprise Estée Lauder prend le contrôle de MAC Cosmetics en 1994, avec 51 % des parts ; les deux fondateurs conservent le contrôle de la création, alors qu'Estée Lauder gère les affaires. La marque ouvre le premier magasin en France en 1996, dans le Quartier latin. L'un des fondateurs de l'entreprise, Frank Angelo, meurt en 1997 à l'âge de 49 ans d'un arrêt cardiaque à la suite d'une opération chirurgicale. M·A·C réalise alors 250 millions de dollars de chiffre d'affaires, et le double dix ans après. L'entreprise Estée Lauder termine l'acquisition l'année suivante, Frank Toskan ayant décidé de vendre le reste de ses parts en février et de quitter l'entreprise qu'il a fondé à la fin de la même année 1998.
De nos jours, MAC Cosmetics est dans le trio de tête des marques de maquillage, avec un chiffre d'affaires annuels de plus d'un milliard de dollars et 500 points de vente en propre (dont plus d'une trentaine en France), tous tenus par des maquilleurs professionnels.

### Communication
Les premières années de sa création, l'entreprise ne faisait pas de publicité, le bouche-à-oreille suffisant à développer le chiffre d'affaires. Mais de nos jours, la marque au positionnement « haut de gamme » se distingue dans ses publicités par l'utilisation de l'image de stars internationales comme Cyndi Lauper, Lady Gaga, Miley Cyrus, Nicki Minaj, Ricky Martin, Rihanna. Mais peuvent être aussi égérie des personnalités moins exposées comme RuPaul, Iris Apfel, Cindy Sherman, Daphne Guinness ou la bodybuildeuse Jelena Abbou.
De plus, régulièrement M·A·C diffuse des collections limitées à thèmes comme avec Dita von Teese en 2001, Barbie l'année suivante, Emanuel Ungaro ou Fafi en 2008, Hello Kitty ou Dsquared2 un an après, Rodarte ou les personnages perfides de Disney en 2010, avec Wonder Woman en 2011, Piggy la cochonne, et l'année suivante avec Beth Ditto Marilyn Monroe,, ou Carine Roitfeld,, puis une collection en hommage à Antonio Lopez avec les mannequins vedettes des années 1970 Pat Cleveland, Marisa Berenson et Jerry Hall.
En avril 2018, M·A·C et Puma s'associent pour lancer une collection capsule qui permet aux clientes d'accorder la couleur de leurs baskets avec celle de leur rouge à lèvres.
En mars 2022, MAC Cosmetics lance sa nouvelle collection printanière Wild Cherry et la propose aux consommateurs japonais.
En janvier 2024, le MAC a ouvert ses portes à Rabat, au Maroc'.